# بنفسج بارز
بنفسج بارز (الاسم العلمي: Viola notabilis) هو نوع من النباتات يتبع جنس البنفسج من فصيلة البنفسجية.